# Ektopija bubrega
Ektopija bubrega je razvojni poremećaj nastao usled prekida migracije bubrega  iz karlične duplje prema bubrežnoj duplji, koji može nastati  u oko 10% slučajeva obostrana. Kada bubreg zauzima poziciju izvan svoje normalne retroperitonealne lokacije u lumbalnoj regiji, on je ektopičan.

## Epidemiologija
Ektopični bubreg se otkriva sa učestalošću od 1:500 do 1:110. Ektopični torakalni bubreg sa učestalošću 1:13000. Solitarni bubreg sa 1:1000. Solitarni pelvični bubreg sa 1:22000. Nalaz jednog normalnog, a jednog ektopičnog bubrega sa 1:3000. Ukrštena renalna ektopija sa učestalošću 1:7000.

## Etiopatogeneza
Za vreme normalnog embrionalnog razvoja stalni bubrezi su normalno pozicionirani u karlici, nasuprot sakralnim somitima, sa pelvisima koji gledaju ka napred. Kombinacijom aksijalnog izdužavanja trupa, elongacijom uretera, rastom renalnog tkiva i rotacijom, metanefros dolazi na višu poziciju. U osamnaestoj nedelji fetalnog razvoja, migracija je kompletna i bubrezi se nastanjuju u gornjem retroperitoneumu, nasuprot drugom lumbalnom pršljenu, sa hilusima koji su upravljeni ka medijalno. Za vreme ascenzusa bubrega razvija se i njegova vaskularna mreža, sve dok bubreg ne zauzme svoju normalnu pozicuju gde će se razviti glavna bubrežna arterija i vena. Zbog međusobne zavisnosti renalnog ascenzusa, rotacije i razvoja krvnih sudova anomalije renalne pozicije su često udružene sa bizarnim i zagonetnim alteracijama morfologije i funkcije. Ove anomalije mogu se razumeti i klasifikovati samo na osnovu dobrog poznavanja i tumačenja embrioloških procesa.
Ektopija može biti stečena kao kod ptoze gde su krvni sudovi bubrega i ureteri normalni. U drugom slučaju kongenitalna renalna ektopija najčešće se prezentuje kao razvojni zastoj za vreme ascenzusa bubrega te on zauzima pelvičnu, ilijačnu, abdominalnu ili torakalnu poziciju. Ektopični bubreg je obično unilateralan sa predilekcijom za levu starnu i muški pol..
Kranijalna ektopija je obično grudna (torakalna), a kaudalna trbušna (abdominalna), je slabinska (lumbalna) ili karlična ( pelvična) Najčešći oblik je karlična ektopija koja se javlja udruženo sa genitalnim malformacijama.
Kod pelvične ektopije kao i kod potkovičastog bubrega javlja se i kratak ureter, krvni sudovi ektopičnog porekla i ulivanja (nekad spojeni, nekad višestruki) sa anomalijama kolektornog sistema i povećanom incidencom VUR, UTI, litijaze i opstruktivnih uropatija.
Kod obične ektopije ureteri se ulivaju sa iste strane odakle i potiču.
Kada se bubger nalazi na suprotnoj strani od one gde se uliva ureter u mokraćnu bešiku može se razviti ukrštena ektopija. Kod ove ektopije ureter je kratak i takav bubreg je malrotiran i ima ptozu (spušten). Normalan bubreg može biti odvojen od ektopičnog kao pojedinačna masa ili spojen u zajedničku masu.
Ukrštena ektopija se često javlja sa fuzijom u 85% slučajeva, gde su bubrezi spojeni tako što se gornji pol ektopičnog bubrega (koji je ispod) spaja sa donjim polom normalnog bubrega (koji je iznad).
Ektopičini bubreg može da leži na strani kojoj pripada (jednostavna ektopija) ili na suprotnoj (kontralateralnoj strani). Kod kontralateralne ektopije bubreg može da se spoji sa bubregom sa te strane (ukrštena ektopija) ili da se sa njim ne spoji. U odnosu na svoju abnormalnu poziciju ektopični bubreg može biti manji, iregularnog oblika, varijabilno rotiran i sa ekstrarenalno postavljenim kaliksima. On je mnogo osetljiviji za formiranje i nastanak kalkulusa od normalnog zdravog bubrega. Ektopični bubreg je često hidronefrotičan. Uzrok ovome može biti prava opstrukcija na ureteropijeličnom spoju (UPS) ili razvojno visoko postavljen UPS ili postojanje aberantnog krvnog suda. Može takođe postojati neopstruktivna dilatacija udružena sa vezikouretralnim refluksom (VUR-om), dismorfizmom ili malrotacijom.

## Klinička slika
Ektopični bubrezi obično ostaju neprimećeni i mogu se otkriti kod odraslih kada se podvrgnu pregledu iz nepovezanog razloga.
Pacijenti sa ektopičnim bubrezima su ponekad predisponirani na stanja kao što su infekcija urinarnog trakta i kamen u bubregu i mogu imati simptome kao što su groznica i bol u abdomenu. 
Neki pacijenti pate od vezikoureternog refluksa, u kome mokraća teče nazad iz bešike u bubreg, što može izazvati učestale ponovljene infekcije. 
Drugi povezani defekti sa ektopičnim bubrezima su anomalije urinarnog trakta, anomalije reproduktivnog sistema i skeletne malformacije.

## Dijagnoza
Prenatalna sonografija može otkriti ektopične bubrege u prvom tromesečju trudnoće. Pravovremena dijagnoza omogućava redovno praćenje i pomaže u sprečavanju komplikacija kao što su hipertenzija i zatajenje bubrega.
Neke od dijagnostičkih tehnika za ektopične bubrege uključuju:
- Ultrazvuk: Ova procedura koristi sondu koja usmerava bezbolne zvučne talase da bi pružila sliku unutrašnjih organa. Ova procedura se može obaviti u bolnici ili ambulantnom centru.

- Radiografija na kojoj se uočava ektopija levog bubregaIntravenski pijelogram (IVP): Ovo je rendgenski snimak urinarnog trakta, dobijen nakon injekcije boje, koja putuje do bubrega i prolazi kroz urinarni trakt. Tako se mogu otkriti bilo kakve strukturne anomalije u urinarnom traktu.

- Radionuklidno skeniranje: U ovoj proceduri, male doze radioaktivnih hemikalija se ubrizgavaju u pacijenta da bi se identifikovao put hemikalije u izabranom organu. Ektopični bubrezi se mogu identifikovati na osnovu lokacije i može se otkriti bilo koja blokada u ureterima.

- Snimanje magnetne rezonance (MRI): Ova tehnika koristi magnete i radio talase za dobijanje slika unutrašnjih struktura tela. Za otkrivanje unutrašnjih struktura može se koristiti kontrastna boja.

- Cistouretrogram pražnjenja (VCUG): Ovo je procedura koja koristi kontrastnu boju u bešici i uretri. Boja se ubrizgava i rendgenski snimci se dobijaju kada je bešika puna, kao i kada osoba mokri. Proces mokrenja određuje svaki problem sa bešikom i uretrom i ako urin regurgira u bubreg.

## Diferencijalna dijagnoza
Diferencijalno dijagnostički može biti zamenjen sa pokretnim bubregom (ren mobilis) ili renalnom ptozom (pad bubrega).
Obzirom da je bubreg malrotiran i u pelvičnoj ektopiji obično izmenjene morfologije, može se na Rtg snimku interponirati sa kostima karlice i da oteža identifikaciju i dijagnozu.

## Terapija
Generalno, ektopični bubrezi ne zahtevaju nikakvo lečenje ako nema simptoma. Povezana stanja kao što su kamen u bubregu, povratni tok urina, akumulacija urina ili unakrsno spojeni bubrezi zahtevaju hirurški tretman.

## Komplikacije
Neki od rizika i komplikacija uočenih kod ektopičnih bubrega su sledeći:
- Kamen u bubregu ili kamenac: najčešće su to kalcijum i oksalatni kamenci koji se formiraju u urinu na osnovu sadržaja supstanci u urinu.

- Trauma: može nastti kada se bubreg nalazi blizu karlice, jer je u tom položaju podložan  povredama usled udara i usled  drugih uslova, kao što su kontaktni sportovi.

- Infekcije urinarnog trakta: kada se urin akumulira u bubrezima ili dođe do povratnog toka iz bešike u bubrege, šanse za urinarne infekcije se povećavaju.

- Hipertenzija: abnormalnosti u funkciji bubrega može dovesti do hipertenzije.

- Otkazivanje bubrega: ovo se dešava kada oba bubrega prestanu da funkcionišu.  Kada dođe do nakupljanja urina, bubreg ne uspeva da eliminiše otpadne materije iz tela. Ovo je izuzetno retko, jer načelno, jedan bubreg funkcioniše normalno ako je drugi ektopični bubreg.

## Prognoza
Prognoza zavisi od toga da li je ektopični bubreg jedini i da li je kontralateralni bubreg normalan. U kliničkim serijama kod 40% pacijenata razvila se bubrežna bolest u slučaju jednog ektopičnog bubrega.
Takođe prognoza zavisi od broja i stepena pridruženih anomalija koje su udružene sa renalnom ektopijom, a mogu da koegzistiraju kod 85% pacijenata. 

## Spoljašnje veze
|  | Molimo Vas, obratite pažnju na važno upozorenje u vezi sa temama iz oblasti medicine (zdravlja). |